# Microsoft Home

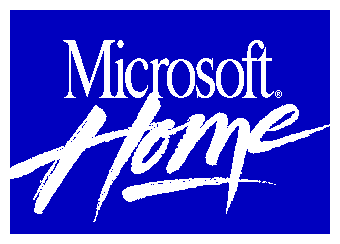
Logo von Microsoft Home

Microsoft Home war in den 1990er Jahren Microsofts Softwaresparte für den Heimbenutzer.
Einige bekannte Titel, wie zum Beispiel der Microsoft Flight Simulator oder Microsoft Encarta zählten ebenso dazu, wie auch in Deutschland weitgehend unbekannte (Microsoft Dogs – ein Lexikon der Hunderassen –, viel Informationssoftware, beispielsweise über Komponisten oder Erfinder).
Ebenso gab es Kindersoftware wie beispielsweise Microsoft Fine Artist oder Microsoft Creative Writer, die auch in deutscher Sprache publiziert worden ist.

## Weitere bekannte Titel (Auswahl)
- Microsoft Money
- Microsoft Publisher
- Microsoft Space Simulator (1994)
- Microsoft Bob (1995)
- Microsoft Golf (1993/1995)
- Microsoft Entertainment Pack
- Microsoft Der Zauberschulbus im Sonnensystem; in der Meereswelt: Lernsoftware für Kinder
- Microsoft Multimedia Mozart: Werke des Komponisten Mozart
- Microsoft Art Gallery: die Gemäldesammlung der Londoner Nationalgalerie
- Microsoft Wine Guide: Weinführer
- Microsoft Isaac Asimovs The Ultimate Robot: Robotergeschichten von Isaac Asimov
- Microsoft Musical Instruments: die verschiedenen Musikinstrumente
- Microsoft Faszinierende Kreaturen: die Tierwelt
- Microsoft Dinosaurier: die Welt der Dinosaurier
- Microsoft Bookshelf: allgemeines Nachschlagewerk
- Microsoft Cinemania: Nachschlagewerk für Filme und Schauspieler
- Microsoft AutoRoute Express: Streckenplanungssoftware
- Microsoft Explorapedia: Die Welt der Natur: Lernsoftware für Kinder
- Microsoft Faszination Luftfahrt: Geschichte der Luftfahrt
- Microsoft MusicCentral: Nachschlagewerk für Musik, Musiker und Bands
- Microsoft Multimedia Strauss Three Tone Poems
- Microsoft Multimedia Beethoven Symphonie Nr. 9. Eine illustrierte, interaktive. musikalische Entdeckungsreise.

## Weblink
- Andreas Weigel: Schätze an die Oberfläche. Auch CD-ROMs kommen in die Jahre. Oder zu verbesserten Neuauflagen, wie zum Beispiel zwei Populärkulturlexika: „Cinemania 97“ und „Music Central 97“. In: „Der Standard“, „Album“. 22. November 1996. 12.